# Villa Nasti
Die Villa Nasti, auch Villa Letizia genannt, ist ein Landhaus aus dem 18. Jahrhundert im Viertel Barra von Neapel in der italienischen Region Kampanien. Sie liegt im Gebiet der Miglio d’oro in der Via Giambattista Vela, 110.

## Geschichte und Beschreibung
Die Villa wurde im 18. Jahrhundert erbaut und gehörte den Adelsfamilien Cantalupo und Nasti. Später wurde sie auch unter dem Namen „Villa Letizia“ bekannt. Im 19. Jahrhundert wurde sie in klassizistischem Stil umgebaut.
Sie hat den Grundriss eines doppelten L; der zentrale Baukörper besitzt drei Stockwerke, während die beiden Seitenflügel nur ein Stockwerk haben.
Heute gehört das Anwesen der Stadt Neapel, die es akkurat restaurieren ließ. In seinen Räumen finden häufig verschiedene Zusammenkünfte und Versammlungen zu Fragen der Stadtplanung statt.

## Der Park
Der Park der Villa ist heute extrem verwildert.